# Ignacy Zapałowicz
Ignacy Zapałowicz (ur. 14 sierpnia 1821 w Skawinie, zm. 17 lipca 1893 w Zebrzydowicach) – polski ksiądz katolicki, poseł do austriackiej Rady Państwa.

## Życiorys
Ukończył szkołę ludową w Wieliczce, gimnazjum w Bochni oraz seminarium duchowne w Tarnowie. W 1844 otrzymał święcenia kapłańskie. W tym samym roku został wikariuszem w Kętach, następnie pełnił tę funkcję w 1845 w Białej, w 1846 w Nowym Sączu, od 1848 w Wieliczce i od 1852 w Suchej.
Od listopada 1852 do 1856 był katechetą i suplentem (asystentem nauczyciela) matematyki i języka niemieckiego w Rzeszowie, a od 1856 do 1874 proboszczem w Przytkowicach, gdzie jego staraniem odrestaurowano kościół i plebanię oraz wybudowano budynki gospodarcze. Od 1874 był proboszczem w Zebrzydowicach. 
W 1883 został wybrany do austriackiej Rady Państwa VI kadencji z IV kurii gmin wiejskich z okręgu 3 (Wadowice–Myślenice) w miejsce zmarłego Józefa Bauma. W parlamencie należał do Koła Polskiego w Wiedniu.
Zmarł w Zebrzydowicach i tam został pochowany na miejscowym cmentarzu.